# Svetlana Alliloejeva

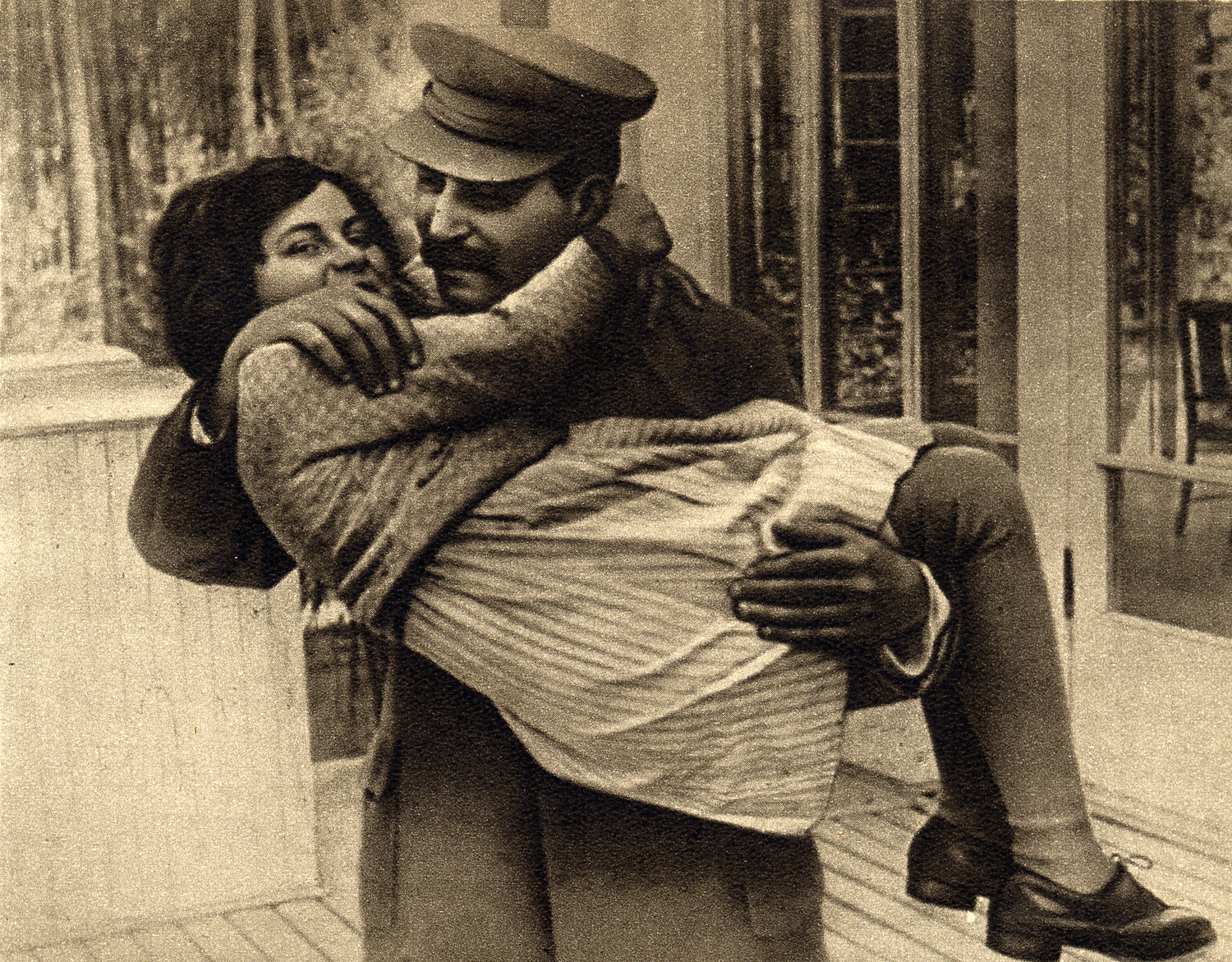
Jozef Stalin met zijn dochter Svetlana in 1935

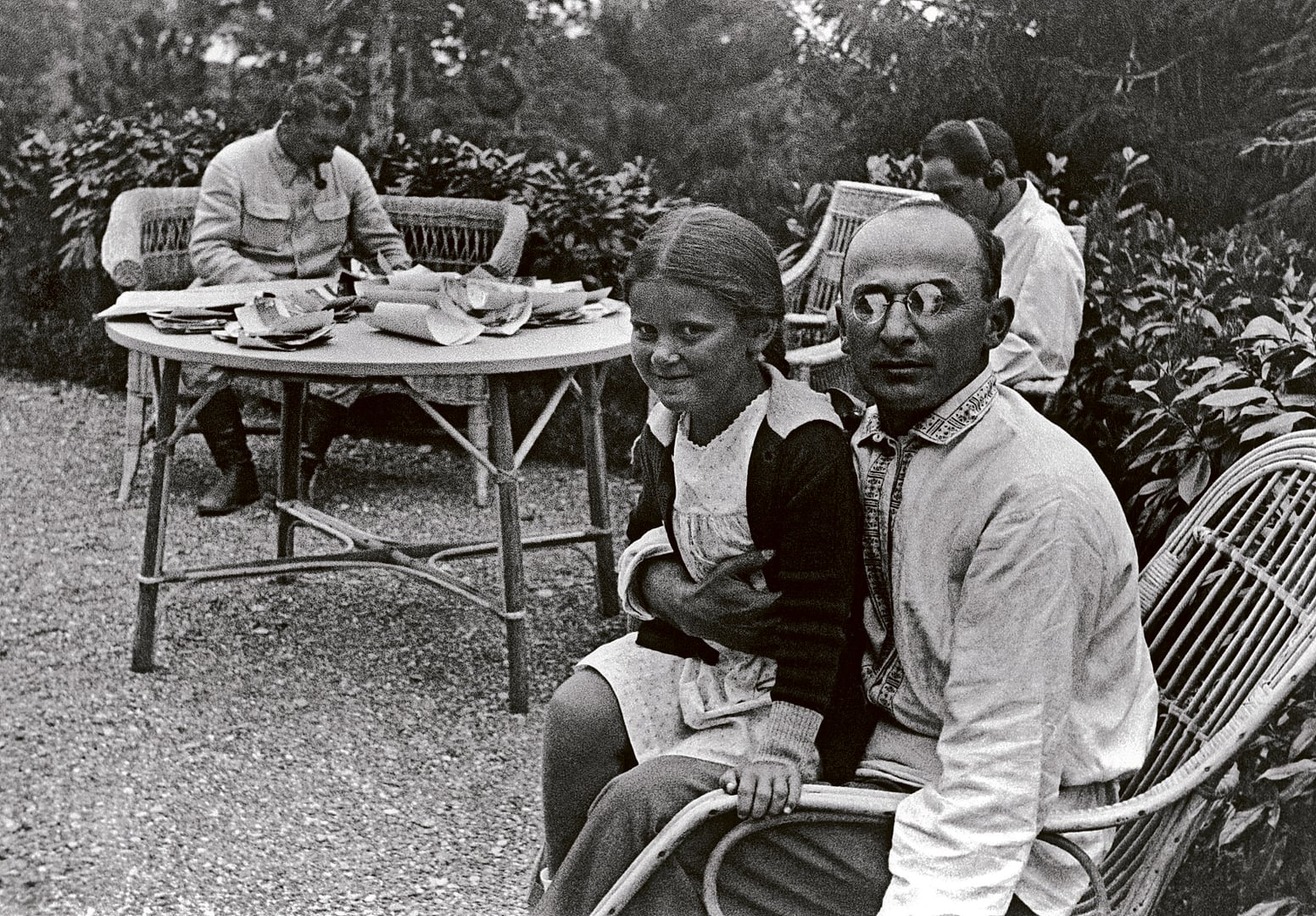
Svetlana op schoot bij Beria. Op de achtergrond Stalin.

Svetlana Iosifovna Alliloejeva (Russisch: Светла́на Ио́сифовна Аллилу́ева, Georgisch: სვეტლანა ალილუევა), soms ook wel Stalina of Lana Peters genoemd (Moskou, 28 februari 1926 - Richland Center, Wisconsin, 22 november 2011), was het jongste kind en de enige dochter van Jozef Stalin. Zij was schrijfster en op latere leeftijd verkreeg ze de Amerikaanse nationaliteit. Haar verhuizing naar de Verenigde Staten in 1967 veroorzaakte veel internationale commotie.

## Biografie

### Jonge jaren
Zoals de meeste kinderen van hoge officieren uit de Sovjet-Unie, werd Alliloejeva opgevoed door een kindermeisje en zag ze haar ouders maar zelden. Haar moeder, Nadezjda Alliloejeva (Stalins tweede vrouw), stierf op 9 november 1932, toen Alliloejeva zes jaar oud was.
Volgens Nikita Chroesjtsjov, was Stalin later in Alliloejeva’s leven behoorlijk ruw tegenover haar. In zijn memoires staat een gebeurtenis beschreven waarin Stalin in een dronken bui Alliloejeva de dansvloer opsleurde aan haar haren.
Svetlana werd op haar 16e verliefd op de Joodse filmmaker Alexei Kapler (die destijds 40 jaar oud was). Haar vader was fel gekant tegen de relatie. Kapler werd later veroordeeld tot 10 jaar ballingschap in een goelag in de noordelijke industriestad Vorkoeta. De reden waarom is niet bekend, maar volgens geruchten was dit vanwege zijn relatie met Alliloejeva.
Daarna werd ze verliefd op Sergo Beria, de zoon van Lavrenti Beria. Zijn ouders verboden de liefde. Gezien de bedenkelijke reputatie die Lavrenti Beria door zijn seksuele uitspattingen met vrouwen en meisjes had, vond Stalin het sowieso niet prettig als zij bij het gezin Beria thuis was.

### Huwelijken
Op haar 17e werd Alliloejeva verliefd op een van haar medestudenten aan de Staatsuniversiteit van Moskou: Grigory Morozov, ook een Jood. Gedreven door zijn sterke antisemitische gevoelens in die periode, gaf Stalin slechts met veel tegenzin toestemming voor hun huwelijk. In 1945 kregen de twee samen een zoon: Joseph. In 1947 liep hun huwelijk echter stuk. Na de echtscheiding verloor Morozov zijn baan en werd diens vader gearresteerd.
Alliloejeva's tweede echtgenoot was een nauwe kennis van Stalin, Yuri Zjdanov (de zoon van Stalins rechterhand, Andrej Zjdanov). De twee trouwden in 1949, en kregen in 1950 een dochter genaamd Ekaterina. Maar ook dit huwelijk hield niet lang stand. Hoewel sommige bronnen, waaronder het tijdschrift Time, beweren dat Alliloejeva in 1951 nog een derde keer trouwde met Mikhail Kaganovitsj (de zoon van Lazar Kaganovitsj), heeft Alliloejeva dit altijd ontkend.

### Dood van Stalin
Na haar vaders dood in 1953, nam Alliloejeva de meisjesnaam van haar moeder aan en ging werken als een lerares en vertaler in Moskou. Ze volgde een opleiding over de Amerikaanse geschiedenis, en studeerde Engels. Vanwege haar afkomst verkeerde ze nog geregeld in de hoogste kringen van de overheid van de Sovjet-Unie. Tevens had ze de voorrechten van de nomenklatoera.
In 1963 ontmoette ze tijdens een verblijf in het ziekenhuis Brajesh Singh, een Indiase communist. Ze begon een relatie met hem, maar mocht nooit met hem trouwen. Singh had een zwakke gezondheid en stierf in 1966. Hij werd in de Sovjet-Unie gecremeerd, waarna Alliloejeva zijn as naar zijn familie in India bracht. Ze bleef twee maanden in India om meer van de cultuur te leren. In een interview dat ze in 1967 gaf, refereerde ze aan Singh als “haar echtgenoot” ondanks dat ze nooit met hem was getrouwd.

### Politiek asiel en later leven
Op 6 maart 1967 vroeg Alliloejeva bij de Amerikaanse ambassade in India politiek asiel. Ze kreeg dit, maar omdat de Indiase overheid geen problemen wilde met de Sovjet-Unie moest ze meteen naar Rome vertrekken. Van hieruit reisde ze door naar Genève, waar ze van de Zwitserse overheid een toeristenvisum voor zes weken kreeg.
In april 1967 arriveerde Alliloejeva in New York, alwaar ze een persconferentie gaf om haar onvrede over haar vaders regime uit te spreken. Haar plan om een autobiografie te publiceren op de 50e verjaardag van de Sovjet-revolutie leidde tot groot oproer in de USSR. Daarom bracht ze de biografie op een andere datum uit.
Alliloejeva verhuisde naar Princeton (New Jersey).
In 1970 gaf Alliloejeva gehoor aan een uitnodiging van Frank Lloyd Wrights weduwe Olgivanna Lloyd Wright, om Taliesin West in Scottsdale (Arizona) te bezoeken. Hier werd ze voorgesteld aan architect William Wesley Peters. De twee trouwden en vanaf dat moment ging Alliloejeva onder de naam Lana Peters in de commune van de familie Wright wonen in de woestijn van Arizona. Ze kregen een dochter genaamd Olga. Het huwelijk liep opnieuw stuk.
In 1982 verhuisde ze met haar dochter Olga naar Cambridge (Engeland). In 1984 keerde ze terug naar de Sovjet-Unie, waar ze beiden een verblijfsvergunning kregen en ging wonen in Tbilisi. In 1986 keerde Alliloejeva terug naar de Verenigde Staten. Halverwege de jaren 90 verhuisde ze weer naar Engeland, naar de stad Bristol.
Tijdens haar jaren in ballingschap, was Svetlana niet erg gelukkig. Haar kinderen, die werden achtergelaten in de Sovjet-Unie, hadden haar verstoten. Ze had geldproblemen en flirtte met verschillende religies, eerst werd ze Grieks-orthodox, daarna is ze Rooms-katholiek geworden. Er is ook gemeld dat ze eraan gedacht zou hebben om non te worden.
Haar zoon Jozef stierf in 2008.
Op 22 november 2011 overleed ze op 85-jarige leeftijd aan darmkanker.